# Франсоа Трен Дик
Франсоа Трен Дик (фр. François Trinh-Duc; 11. новембар 1986) је професионални француски рагбиста који тренутно игра за Монпеље (рагби јунион). Трен Дик је један од најпрецизнијих шутера у Топ 14.

## Биографија
Висок 185 цм, тежак 85 кг, Трен Дик повремено игра на позицији број 12 - први центар (енгл. Inside centre), али примарна позиција му је број 10 - отварач (енгл. Fly half) због тога што је добар шутер. Од почетка своје професионалне каријере 2004. до данас Трен Дик није мењао клубове и играо је само за Монпеље. За овај тим је одиграо 189 утакмица и постигао 589 поена. Рагби је почео да тренира још као дете када је имао свега 4 године, а за репрезентацију Француске одиграо је 49 тест мечева и постигао 73 поена.